# Torre Bouchard Plaza
Bouchard Plaza, también conocido como Edificio La Nación, es un edificio de oficinas de estilo moderno, ubicado en el barrio de San Nicolás, en Buenos Aires, Argentina. El actual edificio es una reforma del anterior edificio del diario La Nación, cuya estructura permaneció intacta, cambiándose su aspecto exterior.

## Edificio original

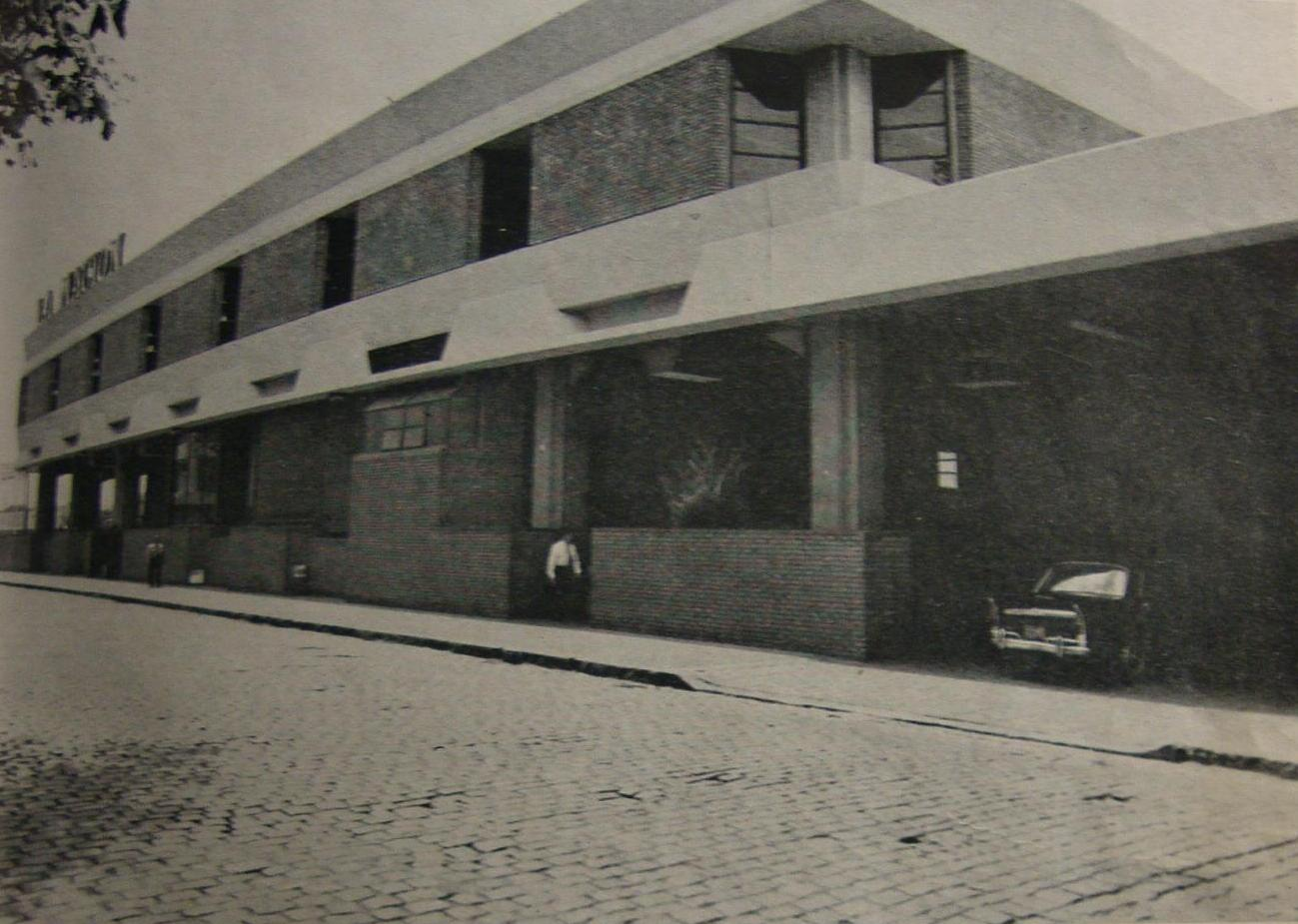
El edificio original en 1972

El edificio original fue proyectado por el Estudio SEPRA (Sánchez Elía, Peralta Ramos y Agostini), ganador de un concurso de propuestas llamado por La Nación en 1955, para alojar a las redacciones y a la imprenta del diario. Colaboraron los arquitectos Emilio Beccar Varela, Gregorio de Laferrere, Flora Spaini, Héctor Lacarra y Hernán Repetto. Hasta ese momento, la publicación tenía su sede en un conjunto de edificios de diversa antigüedad, en las calles Florida y San Martín, entre Sarmiento y Corrientes.
Fue construyéndose en etapas: la primera, comenzada en 1960 y habilitada en enero de 1969 (3 subsuelos, planta baja y primer piso), estuvo a cargo de la constructora Brave, Fontana y Nicastro. Los siete pisos superiores se continuaron durante los años siguientes. La segunda etapa (llegando al sexto piso) se terminó en 1975; y la última etapa, incluyendo la terminación interior y la decoración, se inauguró en 1979 y finalizó en 1980.
Diferenciando los pisos inferiores (destinados a la industria gráfica) y los superiores (oficinas y redacción), el exterior del edificio fue revestido en ladrillo en los primeros, y en un muro cortina vidriado en los últimos. El núcleo de ascensores y escaleras fue ubicado en el centro del edificio, dejando grandes superficies y facilitando la vista del Río de la Plata y la Plaza Roma. La sección de carga de camiones con las ediciones impresas se ubicó hacia el frente sobre la Avenida Eduardo Madero.

## Reforma

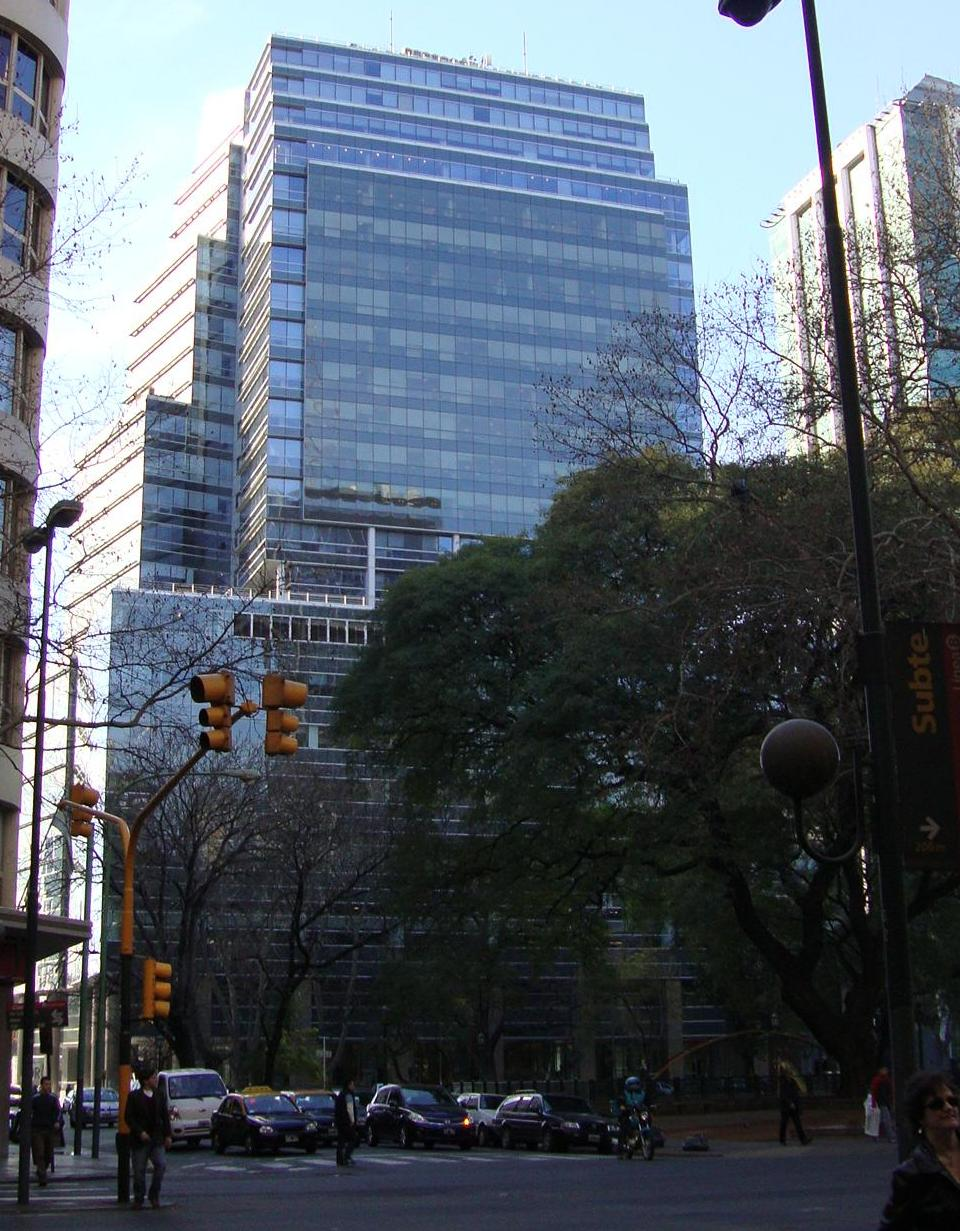
Vista desde la Av. Leandro N. Alem

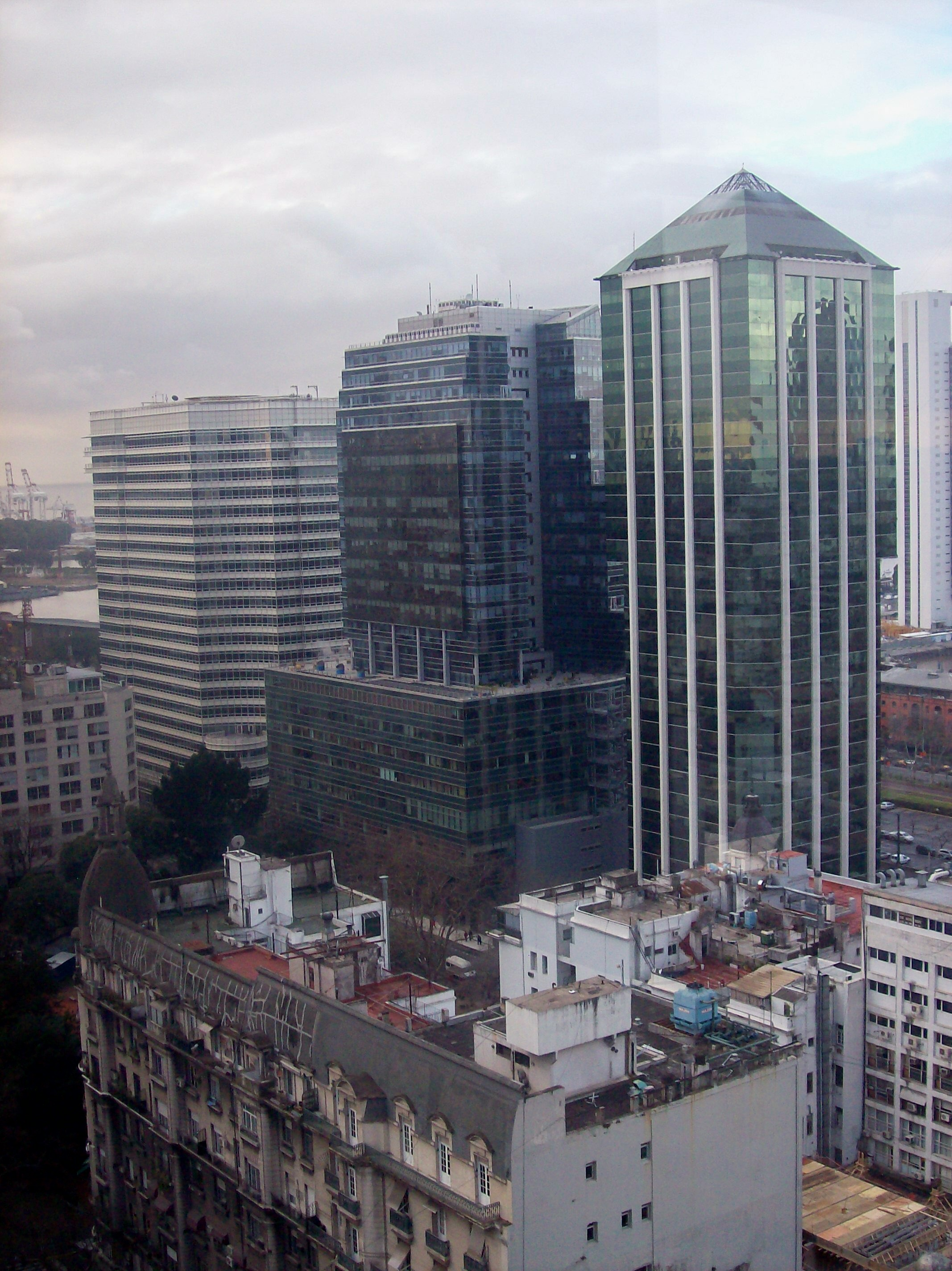
Vista desde lo alto del Edificio Comega.

Hacia mediados de 2000 La Nación se unió al Banco Río y a Techint para llevar adelante un proyecto de torre que se construiría sobre el edificio del diario, manteniendo su estructura original, pero adosándole una torre y modificando radicalmente la fachada para homogeneizarla con la nueva edificación. El proyecto fue realizado por el estudio norteamericano HOK, asociado con el estudio argentino Aisenson Arquitectos.
Fue inaugurada en el año 2004, y fue sede del diario La Nación, y lo es actualmente de Techint y PriceWaterhouseCoopers, entre otras. Las imprentas del diario se trasladaron a un predio en el barrio de Barracas, pero la redacción permaneció en un piso de la nueva torre, hasta la mudanza a la localidad bonaerense de Vicente López en 2013.